# Onze-Lieve-Vrouw-van-Lourdeskerk (Schoor)

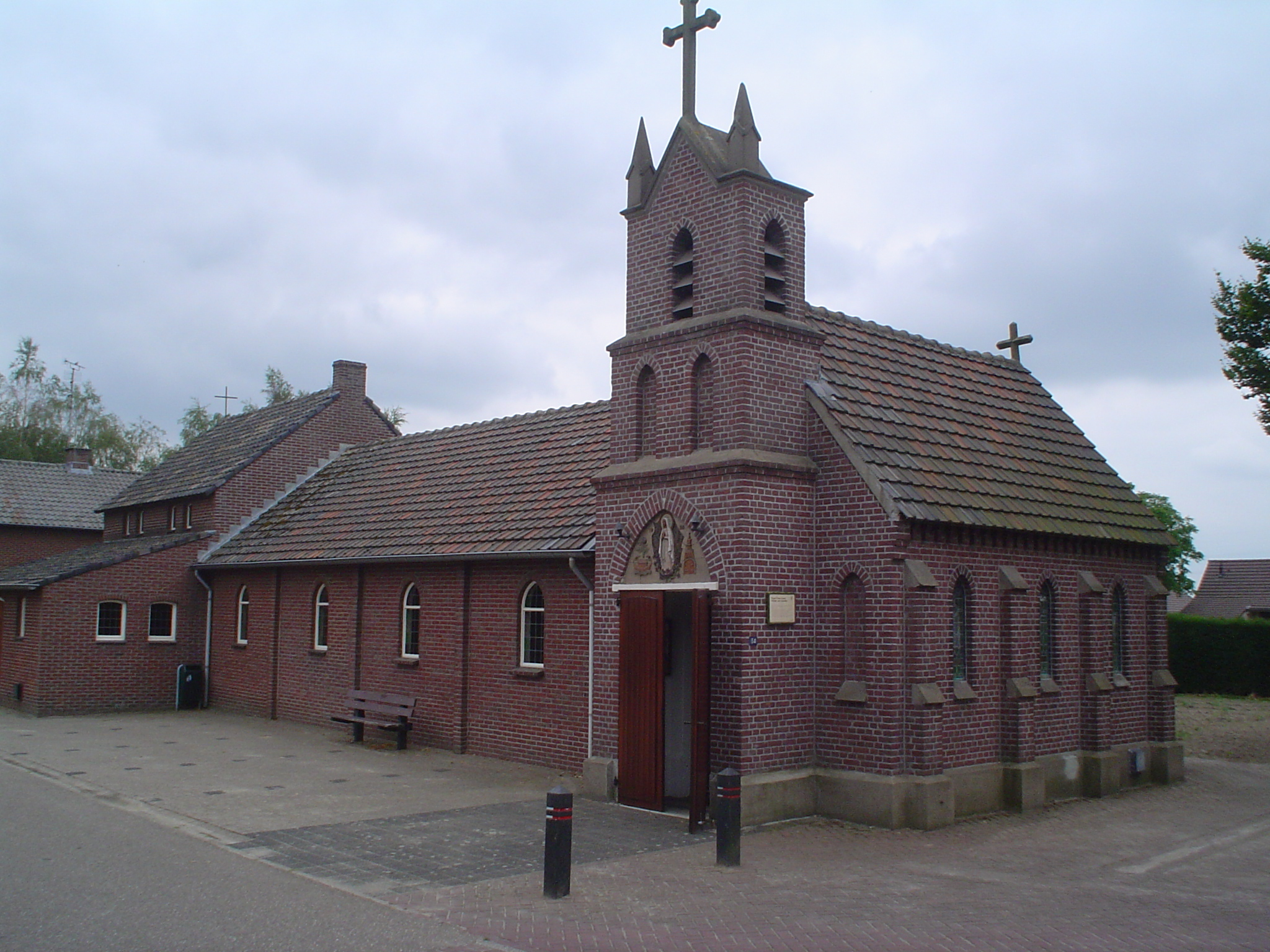
Onze-Lieve-Vrouw van Lourdeskerk

De Onze-Lieve-Vrouw van Lourdeskerk is de parochiekerk van de bij Nederweert gelegen buurtschap Schoor, welke zich bevindt aan Schoor 34.

## Geschiedenis
Omstreeks 1900 werd een wegkruis opgericht. Het corpus hiervoor zou door een pelgrim iemand uit Kevelaer zijn meegenomen. en in 1916 kwam op deze plaats een betreedbare devotiekapel te staan. Deze was gewijd aan Onze-Lieve-Vrouw van Lourdes.
In 1944 werd in deze kapel voor het eerst een Mis opgedragen, en na de Tweede Wereldoorlog werd deze kapel, ten behoeve van de gelovigen uit de buurtschappen Schoor, Roeven en Kraan, uitgebouwd tot een kerkje. Aanvankelijk werd een houten keet tegen de kapel aangebouwd, maar in 1951 werd de kapel aan de zuidzijde uitgebreid in baksteen. In 1958 werd de kapel opnieuw uitgebreid. Architect was Jos Nijskens uit Nederweert. Het kerkje, dat 180 mensen kan bevatten, is een hulpkerk van de Sint-Lambertusparochie te Nederweert.
In 1999 werd de Lourdesgrot die voordien buiten stond, in de apsis van het kerkje geplaatst.

## Gebouw
De kerk wordt betreden via de klokkentoren van de voormalige kapel, die dient als ingangsgedeelte van de huidige kerk. Mathieu Janssen vervaardigde in 1958 het reliëf boven de toegangsdeur. Deze kapel is op zich een neogotisch kerkje en staat met de as loodrecht op de richting van het huidige schip. Cor van Geleuken vervaardigde de wandkleden met voorstellingen omtrent het leven van Maria.